# اسلیپی‌کت سافتور
اسلیپی‌کت سافتور (به انگلیسی: Sleepycat software) (به معنای گربه خواب آلود) شرکتی نرم‌افزاری بود که عمدتاً مسئول نگهداری بسته‌های برکلی دی‌بی از سال ۱۹۹۶ تا ۲۰۰۶ بود.
برکلی دی‌بی یک نرم‌افزار پایگاه داده آزاد بود که در اصل در دانشگاه برکلی برای سیستم‌عامل یونیکس ۴٫۴BSD نوشته شده بود. در سال ۱۹۹۶ پس از آنکه نت‌اسکیپدرخواست اضافه کردن قابلیت‌های جدید به برکلی دی‌بی را داد، توسعه دهندگان برکلی دی‌بی شرکت اسلیپی‌کت سافتور را بنیان نهادند تا پشتیبانی تجاری برای این برنامه ارائه کنند. اسلیپی‌کت سافتور در فوریه سال ۲۰۰۶ توسط اوراکل خریداری شد که البته اوراکل به توسعه برکلی دی‌بی ادامه داد و آن را متوقف نکرد.
اسلیپی‌کت برکلی دی‌بی را تحت یک پروانه نرم‌افزار انحصاری توزیع می‌کرد که ویژگی‌های استاندارد تجاری را دربرمی‌گرفت. اسلیپی‌کت همچنین برکلی دی‌بی را تحت یک پروانه تازه ایجاد شده به نام پروانه اسلیپی‌کت منتشر می‌کرد که اجازه استفاده متن‌باز از برکلی دی‌بی را با محدودیت‌هایی مشابه جی‌پی‌ال میسر می‌ساخت.
اسلیپی‌کت دفاتری در کالیفرنیا، ماساچوست و پادشاهی متحده داشت، در زمان وجود خود سودآور بود و مشتریان بزرگ متعددی داشت، هم مشتریان متن‌باز و هم تجاری.